# Cymus melanocephalus
Cymus melanocephalus är en insektsart som beskrevs av Franz Xaver Fieber 1861. Cymus melanocephalus ingår i släktet Cymus, och familjen fröskinnbaggar. Arten är reproducerande i Sverige.